# 哈姆迪亞·波茲德拉茨
哈姆迪亞·波茲德拉茨（1924年1月15日—1988年4月7日）是來自波斯尼亞和黑塞哥維那的南斯拉夫共產主義政治家。1971年7月至1974年5月，他擔任波斯尼亞和黑塞哥維那社會主義共和國人民議會第四任主席。1986年5月15日至 1987年9月15日，波茲德拉茨還是南斯拉夫波斯尼亞與黑塞哥維那社會主義共和國主席團第三任成員，1982年5月23日至1984年5月28日任波斯尼亚和黑塞哥维那共产党第一任主席。1987年9月因腐敗醜聞被迫辭去政治職務。
他被認為是共產主義時代波斯尼亞和黑塞哥維那最有影響力和權力的政治家之一。他在1980年代後期退出政治舞台，如今被認為是波斯尼亞戰爭之前最具爭議的事件之一。波茲德拉茨因1987年的農貿市場事件而被撤職，南斯拉夫媒體將其與美國水門事件相提並論。

## 外部連結
- Bosnia in 1980s （页面存档备份，存于）
- "A Man who Divided the People of Krajina - The Beginning of Fikret Abdic's Trial in Karlovac" （页面存档备份，存于）
- 1987 Time magazine article about the Agrokomerc scandal